# Alexander Pfänder
Alexander Pfänder (Iserlohn, Rin del Nord-Westfàlia, 7 de febrer de 1870 - Múnic, 18 de març de 1941) fou un filòsof alemany. Va estudiar amb Theodor Lipps a Múnic (tot i que es va separar de la seva concepció introspectiva) i de fet va romandre sempre a aquesta universitat, on va ser el membre de referència del corrent fenomenològic.
Va defensar una versió de la fenomenologia de tipus realista on, després d'una etapa psicologista, va col·laborar, a partir de 1904, amb Edmund Husserl (fins i tot va ser director del Jarbuch des de 1920 fins al 1927) i ambdós sempre van manifestar una admiració mútua per la seva vàlua intel·lectual.
A petició d'Adolf Hitler va ser apartat de la seva càtedra a Múnic, on el va substituir el filòsof nacionalsocialista Hans Grunsky.
No obstant això, l'orientació de l'escola fenomenològica de Múnic (amb Pfänder al davant) i la de les escoles fenomenològiques de Gotinga i, posteriorment, de Freiburg (encapçalades per Husserl) va ser diferent. Pfänder va donar prioritat a l'estudi dels aspectes transcendentals, tot i que va defensar que allò mental i volitiu té una estreta relació amb el que és físic (unit per interaccions), i es va centrar en l'estudi dels sentiments (Gesinnungen) i dels actes volitius que, segons destaca, no solament depenen de l'individu, sinó també de l'entorn social. En aquest estudi de la voluntat Pfänder es va centrar, entre altres aspectes, en l'anàlisi del pensament i l'obra de Schopenhauer.
La Lògica (1921) de Pfänder, que no és pròpiament un text de lògica en el senti clàssic, se centra en l'estudi dels actes volitius i en els fenòmens emocionals i sentimentals. En la mesura en què destaca els condicionants socials dels sentiments la seva orientació (i la de l'escola fenomenològica de Múnic), s'obre a un nou espai de reflexió que se centra també en l'anàlisi dels judicis, així com a les suposades lleis de la inferència lògica.

## Obres
Entre les seves obres es poden citar:
- Phänomenologie des Wollens, 1900
- Einführung in die Psychologie, 1904
- Zur Psychologie der Gesinnungen, a "Jahrbuch für Philosophie und phänomenologische Forschung", Halle (Max Niemeyer), Band I (1913) und Band III (1916).
- Logik, a "Jahrbuch für Philosophie und phänomenologische Forschung", Halle (Max Niemeyer), Band IV (1921).
- Die Seele des Menschen, 1933

Hi ha una traducció castellana: Motivo y motivación, Ed. Universidad Complutense de Madrid, 1995, ISBN 978-84-88463-10-4
Hi ha una traducció castellana: Logica Espasa-Calpe Argentina S. A., Buenos Aires 1938.